# ポーランド人民共和国

ポーランド人民共和国
Polska Rzeczpospolita Ludowa (ポーランド語)

国歌: Mazurek Dąbrowskiego（ポーランド語）
ドンブロフスキのマズルカ

冷戦期のポーランドの位置

ポーランド人民共和国（ポーランドじんみんきょうわこく、ポーランド語: Polska Rzeczpospolita Ludowa）は、第二次世界大戦後の1947年に成立し、1989年に崩壊したポーランドの国家体制である。建国当初は「ポーランド共和国」を名乗り、1952年の新憲法発布とともに国名を改称した。ポーランド統一労働者党（PZPR）による一党独裁制を採るマルクス・レーニン主義の共産主義国家であった。
第二次世界大戦の終盤、傀儡政権としてソビエト連邦に支配されたポーランドは、ソ連にとって最も重要な衛星国であった。ソ連は、ポーランドの国内及び外交政策に対し大きな影響を持ち、自国の軍隊をポーランドに駐在させた。

## 歴史

### 第二次大戦の勃発
1939年8月、独ソ間で独ソ不可侵条約が結ばれ、独ソ両国によるポーランド侵攻は秘密議定書による黙認の元行われた。これ以前にドイツはポーランドと事前交渉を行なうがヒトラーの要望（両国間で長年続く領土問題の解決、ソ連侵略後の獲得ソ連領土分配率、両国の少数民族、ソ連の影響下国家とならない）に関しポーランド側は拒否、交渉は決裂する。
（詳細は en:Greater Germanic Reich#Poland）
1939年9月、第二次大戦が勃発し、独ソの密約によりポーランドがドイツ・ソ連に分割占領された。ヴワディスワフ・シコルスキ首相ら政権幹部とポーランド軍の一部は、フランスでポーランド亡命政府を設置した。1940年、亡命政府がイギリスのロンドンに移る。同年、ソ連は捕虜として抑留していたポーランド軍将校1万数千人をカティンの森近くで虐殺する。
1941年、ドイツがソ連に侵攻し（独ソ戦）、対ドイツで利害が一致したソ連が亡命政府を承認して国交を樹立する。
1943年、ドイツ軍がスモレンスク郊外の森で多数の死体を発見し公表、カティンの森事件が発覚。ソ連はドイツの隠蔽と公表するも、亡命政府はこの発表の受け入れを拒否。これを契機にスターリンは亡命政府との外交関係を断絶した。
1939年-1945年、ホロコースト（ポーランドにおけるホロコースト）でユダヤ人が虐殺される。
1944年1月1日、ドイツ占領下でソ連軍の援護とソ連の共産主義政権をポーランドに設立するため国家全国評議会(KRN) により共産主義パルチザンの人民軍を設立。
1944年-1947年、反ユダヤ運動。
1945年7月、ポーランドはチェコスロバキア（現スロバキア）のOravaとSpišを占拠。 1918年から続くポーランド、チェコスロバキア国境紛争の一連。赤軍が1945年1月にこの国境エリアを解放、後にポーランド軍が侵略した。

### ソ連に侵攻・占領されたポーランド (1944年-1945年)
1944年6月22日から開始された、赤軍によるバグラチオン作戦の成功により、ドイツ中央軍集団は壊滅し、ナチス・ドイツは敗走を重ねた。赤軍占領地域がポーランド東部一帯にまで及ぶと、ソ連はポーランドのレジスタンスに蜂起を呼びかけた。
1944年7月22日、モスクワにてソ連の傀儡政権である共産主義政権の「ポーランド国民解放委員会（Polski Komitet Wyzwolenia Narodowego）」を樹立した。同年8月、本部をルブリンへ移転したのでルブリン政権とも呼ばれる。
1944年7月30日、ソ連軍はワルシャワから10kmの地点まで進出。ワルシャワ占領も時間の問題と思われた。ポーランド国内軍はそれに呼応するような形で、8月1日、ドイツ軍兵力が希薄になったワルシャワで武装蜂起することをソ連軍と打ち合わせた。
1944年8月1日から10月2日にかけて、ワルシャワ蜂起。ナチス支配からの解放を求め、ポーランド亡命政府のポーランド国内軍（AK）とワルシャワ市民は、ドイツ占領軍を相手に二ヶ月にわたり激しい市街戦を展開。しかし、西側寄りのAKを疎ましく感じていたソ連軍の支援は得られず、10月ドイツ軍に降伏した。市民の死亡者数は推定、18万人～25万人の間とされる。国内軍は1万6000人、ドイツ軍は2000名の戦死者を出した。国内軍に、処刑されたドイツ民間人は約200名と言われている。この戦闘によりポーランド国内におけるAK配下のレジスタンス網は壊滅した。その後、ワルシャワに進撃したソ連軍は蜂起で生き残ったレジスタンスの残党を拘束し、自由主義政権の可能性を無き物とした。
1945年2月4日～2月11日、亡命政府のポーランド復帰を望む米国・英国と、新たな共産主義政権の成立を望むソ連のヤルタ会談での話し合いは平行線を辿った。スターリンは帰国した亡命政権の指導者を逮捕し、ルブリン政権によるポーランドの共産主義化を既定路線として推し進めた。第二次世界大戦終結後、スターリンはドイツへの進撃中に占領したポーランドから赤軍軍隊を撤収させず、その圧力の下に新国家「ポーランド共和国」(1952年に「ポーランド人民共和国」に改称)を建設した。
ソ連は、ポーランド東部を正式に自国（ウクライナSSRおよび白ロシアSSR）へ併合し、代わりにドイツ東部をポーランドに与えた。ポーランドの視点ではピャスト朝以来数百年ぶりの領土回復で旧ドイツ領は回復領と呼ばれた。この地域には100万人のポーランド人と300万人のドイツ人が居住していたが、赤軍の侵攻を恐れ多くのドイツ人が西へ逃避した。残留ドイツ人の多くは、ドイツ人追放によりポーランド国外へ強制退去させられた。共産主義政権により、民族を問わずポーランドに居住する住民全てを対象に財産の国有化が行われ、これらドイツ人が残した不動産も国有化された。
ソ連に併合された旧ポーランド東部地域では、国境変更にともないポーランド系住民120万人が退去しポーランドに移住した（ポーランド人人口の移転 (1944-1946)）。

### ソ連・ポーランド関係
スターリン批判以前
第二次大戦後の1945年6月、ロンドン亡命政府と共産主義系のルプリン政権が合同し、挙国一致臨時政府（RTRP）が成立した。ルブリン政権発足当初は、ボレスワフ・ビェルト（ソ連のNKVDエージェント）が国家評議会議長に就任し、労働者党書記長をヴワディスワフ・ゴムウカが務めた。
1946年1月、ポーランドは全産業の国有化を宣言。同年6月30日には国民投票を実施し、国有化と土地改革について支持を得た。
ソ連はポーランドの国内及び外交政策に対し多大なる影響力を行使し、自国の軍隊をポーランドに駐在させた。当初は亡命政府と共産系勢力が合同で政権を運営していたが、次第に共産系勢力が政府の実権を握るようになり、亡命政府系の政治家は逮捕、処刑されるか再度の亡命を強いられた。これによりポーランドはソ連の傀儡国家となった。
1948年、ソ連の後援で共産主義政党のポーランド労働者党（Polska Partia Robotnicza PPR）と非共産主義のポーランド社会党（PPS）左派が合同し、ポーランド統一労働者党（Polska Zjednoczona Partia Robotnicza PZPR）が結成、事実上の一党独裁体制へ移行した。
次の数年間、ビェルトはポーランドにスターリン主義をモデルにした政策を取り入れた。それは、重工業と国有主義の農業を主にした経済、軍事（1955年、ソ連を筆頭とする共産主義国家8カ国による軍事同盟の「ワルシャワ条約機構」に加盟）、外交政策（共産党・労働者党情報局（コミンフォルム））、国際共産主義エージェントへの加盟、秘密警察の規則であった。市民や文化・教育のソビエト化も行われた。また産業を国営化し、50ヘクタールを超える私有農地は国に収用された。
1952年、共産主義憲法を制定。国名をポーランド人民共和国に改める。
1953年、スターリン死去。スターリン時代、ビェルトはスターリンを信奉していたが、民族主義的でスターリン主義と意見を異にするゴムウカは失脚した。
スターリン批判以後
1956年 、ソ連共産党でスターリン批判の発表。同年、ビェルトはソ連を訪問中に客死。スターリン批判によるショックによると推定されるが、一説では自殺であったとも言われる。
ヴワディスワフ・ゴムウカの名誉が回復される。
スターリン死去後、反スターリン派が出没して、1956年にポズナン暴動が発生したが、暴力的に鎮圧された。
同年10月31日、統一労働者党書記長に就任したゴムウカは非スターリン化の独自路線を打ち出す。スターリンの死後、東欧を支配していたスターリン主義（スターリニズム）からの脱皮とし、強制労働の廃止、農業集団化の廃止、ローマ・カトリック教会の迫害の停止、検閲の緩和などの改革を行う事によって解消することに貢献した。当初それを民衆は歓迎した。しかし、1968年、プラハの春に対し、ソ連や東側諸国と共に軍隊を派遣した事や暴動鎮圧の手法などの点では他のソ連の衛星国の指導者達と変わりなかった。

### 暴動とゴムウカの失脚
1970年12月、ゴムウカは経済悪化対策として食料品値上げを公布したが、クリスマス直前の値上げは市民による暴力的な反対運動を招き、グダニスクのレーニン造船所ではストライキが勃発した。市内は暴動状態となりシチェチンなど国内各地へ波及した。同年12月17日、ツィランキェヴィチ首相は事実上の戒厳令とデモに対して発砲許可を出したことを表明。政府は暴動を「ならず者のしわざ」と位置付け鎮圧に当たったポーランド軍は民衆に発砲、多数の死亡者が出た。
辞任したゴムウカの後任としてエドヴァルト・ギェレクが第一書記に就任する。ギェレクは労働者出身という触れ込みで民衆の支持を得ようとした。ギェレクは、工場整備と食料輸入を行なう事で経済回復計画とし、主にアメリカと西ドイツを中心とした西側諸国から莫大な融資を受け債務を負った。これらにより一時期は経済成長を実現したが、無計画な経済政策は急激で膨大な食品価格のインフレをまねき、これにより暴力的な抗議行動が各地に広まり多数の死者が続出、軍が出動して暴動鎮圧し終わった。このときの莫大な債務の余波は今日にまでに及ぶ。この経済成長は、1973年のエネルギー危機（オイルショック）により終了した。1976年、消費者運動政策の失敗から新価格値上げを行うが、再び暴動となり、再度暴力的に鎮圧した。

### 戒厳令

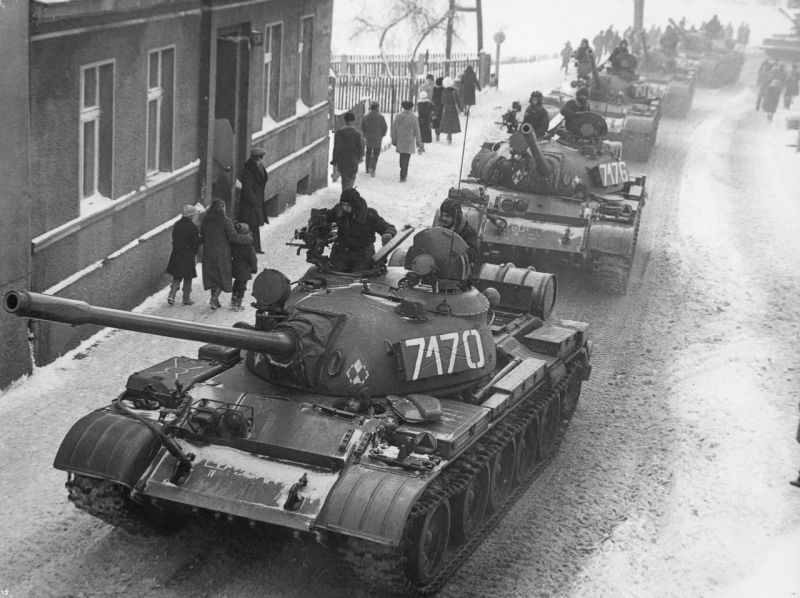
戒厳令布告を受けて出動するT-55戦車部隊

1980年7月1日、政府が食品の値上げを発表。翌日からストライキが発生し、同月24日までに45万人が参加、ポーランド全土に拡大した。レーニン造船所ストライキの指導者レフ・ヴァウェンサ（ワレサ）は後にポーランド大統領となっている。自主管理労組の承認を含む21項目の要求が認められ独立自主管理労働組合「連帯」が結成され活動が全国に広まった。ギェレクは失脚し、スタニスワフ・カニャが後任の第一書記となる。
1981年10月、カニャは辞任を強いられ、首相であったヴォイチェフ・ヤルゼルスキが党第一書記を兼務した。全国で高まる民主化要求や社会不安を受け、連帯議長ヴァウェンサとヤルゼルスキ首相ら政府幹部との間で社会情勢の正常化に向けて協議が行われ、連帯と政府との間で協定が結ばれた。ヤルゼルスキは同年12月12日夜に救国軍事会議を発足させたうえで、翌13日には全土に戒厳令を発令し、ヴァウェンサら連帯活動家7名とギェレクら旧政権指導者数十名を拘禁する。
1983年まで続いたこの戒厳令の期間に、市民の通常の生活は劇的に制限され、数千人のジャーナリストや反対勢力活動家は投獄、他100人ほど抹殺された。夜間外出禁止令、国境封鎖、空港閉鎖、電話回線の遮断、政府による郵便物内容検査などが執行。軍裁判所は、偽造情報発信者達を逮捕した。
1983年、戒厳令解除。連帯の活動によりヴァウェンサはノーベル平和賞を受賞した。戒厳令後も、市民の自由権は酷く制限された。軍事政権により価格は引き上げられ、深刻な経済危機となる。
経済危機は、主な食料・日用品･生活必需品･物資の配給制となり平均所得は40%下落した。西洋の娯楽品の入手は非常に厳しかったが、それも一層困難化した。
1981年から1989年の間に、この政治と経済の状況を理由にポーランド人70万人が西側に移民した。亡命のため何便もの国際線のハイジャックが行われ、ベルリン・テンペルホーフ空港のみでも11便のポーランド便がハイジャックされている。

### 民主化への動き
1985年、ソ連ではペレストロイカ政策を押し進めるミハイル・ゴルバチョフが共産党書記長に就任し、東側諸国に自由化の波が押し寄せた。ヤルゼルスキは社会主義の枠内での民主化を提唱したが、国民の合意は得られなかった。
1989年、中国の天安門事件直後に、円卓会議による合意に基づいて実施された6月18日の議会選挙によって統一労働者党は敗北し、1989年9月7日には非共産党政権が成立してポーランド人民共和国は消滅し、現在の第三共和国が新たに成立した。同年12月10日、ワルシャワのレーニン像がポーランド当局によって撤去され、12月29日に施行された新憲法により、統一労働者党の一党独裁政体は法的にも消滅し、1990年1月30日に解散した。

## 経済

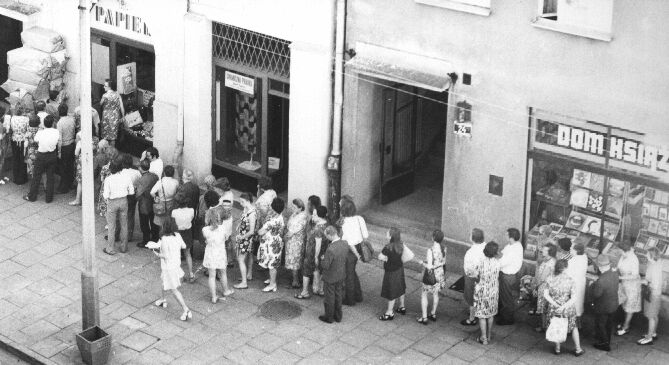
1950年代～1980年代の典型的なポーランドの様子、国営商店に並ぶ市民

1949年、ソ連主導の共産主義諸国（東側諸国）の経済協力機構として形成されたコメコンに加盟する。
共産主義時代に政府は主に西側諸国からの借入れを繰り返し、無計画な経済政策と国家の物財バランスに基づいた計画によって配分される体制の計画経済により急激なインフレ急騰をまねき、食料・物資不足が長く続いた。1973-74年のオイルショックもかさなり、借入れによる市場拡大や経済成長は短期間で終わる。その国内経済を補う為、更なる借金をして、政府は1980年までに230億ドルの膨大な負債をかかえる。この様な状況により、闇市が盛んになり欠乏経済を発達させ、市民によるデモ、ストライキ、暴動などが頻繁に起こった。
西側諸国は破産したポーランド政府にもう信用貸付は行なわなかった、ヴォイチェフ・ヤルゼルスキ政権下で借金は400億ドルとなる。社会退廃は、生物学的環境と心身の健康上で酷い悪化を伴い死亡率は上昇した。PZPRは、高インフレや貧困な生活水準、市民の怒りと不満により再び社会的爆発の勃発を恐れた政権は、自ら統制できないシステムで困惑し力の無さを感じた。

### ギェレクの十年 (1970年–1980年)
ギェレクは主に米国や西ドイツから総額100億ドルと推測される膨大な借金をした。外国からの借金は、1971年の1億ドルから1975年には60億ドルと急速に増えた。

## メディアと情報の規制
共産主義の東側諸国では、共産党によりマスコミュニケーションはコントロールされ、1980年代前にはラジオやTVは国営となり、出版物は通常地元の共産党が運営した。支配階級は、メディアをプロパガンダのツールとして利用した。メディアは、情報と社会の統制維持を行なう上で重要な形を成していた。
共産主義時代、最大の読者数を持つ『Trybuna Ludu』新聞はポーランド統一労働者党（PZPR）の公式新聞としメインのプロパガンダ新聞であった。
1952年、ポーランド初のTV局「TVP1」と1970年代に設立された「TVP2」及びラジオ局「Program 1 Polskiego Radia」もPZPRが運営した。

## 共産主義プロパガンダ
共産主義プロパガンダは、ソ連の衛星国の中でも特に重要であったポーランド人民共和国においても重要な役割となる。実力行使と脅威と共に共産主義政府に勢力を保持させ、そしてポーランドの社会を共産主義社会へと形成した。
共産主義プロパガンダの言葉は、極めて暴力的であった。1944年以降、プロパガンダ・キャンペーンは通常、人権の乱用と拷問を適用した共産主義の法制度の不調和の前に行なわれた。

## 教育
第二次世界大戦前は中等教育学校は有料で制限され、特に地方の児童は教育が受けられない事が多かった。
1952年–1989年、人民共和国時代の教育は共産主義国家に管理され、小学校から大学まで提供し、授業料は無料となった。全ての学校で同じカリキュラムで教育され、田舎の学校も都心部と同レベルの教育となり、国家が全ての教育施設をコントロールした。子供が学校に行かない場合は、親や保護者は法律上強制的に刑務所に入れられるとされた。カリキュラムの計画は、子供は広い基礎知識を得、自らの為に考え、科学的世界観を持って卒業する。地方の村から都心部まで、数百の中等教育学校の建設の大掛かりなキャンペーンが行われた。1956年、全ての心身共に健康なポーランド人の子供は教育を受けられるようになり、特別支援学校も設立した。1945年、教育計画は明確に述べられ、その後執行された。学校は再建や建築され、新しい教師は養成しなければならなかった。戦前のナチとソ連による知的階級の大虐殺とインテリや高度な人材の他国への移住により教育において酷く人材欠乏であった。
共産主義者は自らがコントロールするポーランドの新しい教育システムで教養された階級を構成する機会を得た、歴史及び科学はマルクス主義の視点と政治的検閲の題材としなければならなかった。1948年、カリキュラムはより共産主義のイデオロギーそしてもっと中核的なセオリーにとって代わった。様々な科学は共産主義イデオロギーにより影響された。多くの西側諸国の本や出版物の所持・所有は違法とされ、発覚した者は罰金刑となったり投獄された事例もある。支配階級から許可されたのは社会主義リアリズムのみとなる。
戦時中、殆どの大学の建物は破壊されたが再建され、ソ連をモデルとし構造改革をした。神学の教授は国立大学から排除され、新しく２つの神学短大ができた。1963年、大学や短大の数は1938年と比較し2倍になった（大学73校、短大32校）。

## 宗教
1945年–1990年、マルクス・レーニン主義無神論の政府は、宗教廃止を試み無神論国家を誕生させようとした。反宗教主義プロパガンダによりキリスト教は迫害された。

## 国旗

?1928年から1980年までの国旗
?1980年から1990年までの国旗
??1955年から1980年までの商船旗
??1980年から1990年までの商船旗
?1980年から1990年までの軍艦旗